# PEC Zwolle
PEC Zwolle este un club de fotbal din Zwolle, Țările de Jos, care evoluează în Eredivisie.

## PEC Zwolle în Eredivisie
| Sezon    | Poziție | Puncte | Meciuri |              |
| -------- | ------- | ------ | ------- | ------------ |
| 1978–79  | 8       | 32     | 34      |              |
| 1979–80  | 14      | 27     | 34      |              |
| 1980–81  | 9       | 30     | 34      |              |
| 1981–82  | 15      | 26     | 34      |              |
| 1982–83  | 13      | 27     | 34      |              |
| 1983–84  | 14      | 29     | 34      |              |
| 1984–85  | 18      | 17     | 34      | retrogradare |
| 1986–87  | 11      | 31     | 34      |              |
| 1987–88  | 13      | 29     | 34      |              |
| 1988–89  | 16      | 25     | 34      | retrogradare |
| 2002–03† | 16      | 32     | 34      |              |
| 2003–04† | 18      | 26     | 34      | retrogradare |
| 2012–13  | 11      | 39     | 34      |              |

† ca FC Zwolle

## Evoluția în campionat
| Liga                                               | Poziție                       | Calificare la                                     | Sezon KNVB Cup | Rezultat în cupă    |
| -------------------------------------------------- | ----------------------------- | ------------------------------------------------- | -------------- | ------------------- |
| 2011–12 Eerste Divisie                             | 1st                           | Eredivisie (promovare)                            | 2011–12        | third round         |
| 2010–11 Eerste Divisie                             | 2nd                           | play-off de promovare/retrogradare: nu a promovat | 2010–11        | fourth round        |
| 2009–10 Eerste Divisie                             | 4th                           | play-off de promovare/retrogradare: nu a promovat | 2009–10        | third round         |
| 2008–09 Eerste Divisie                             | 4th                           | play-off de promovare/retrogradare: nu a promovat | 2008–09        | Runda 2             |
| 2007–08 Eerste Divisie                             | 4th                           | play-off de promovare/retrogradare: nu a promovat | 2007–08        | sferturi de finală  |
| 2006–07 Eerste Divisie                             | 9th                           | play-off de promovare/retrogradare: nu a promovat | 2006–07        | Runda 2             |
| 2005–06 Eerste Divisie                             | 12th                          | play-off de promovare/retrogradare: nu a promovat | 2005–06        | Runda 2             |
| 2004–05 Eerste Divisie                             | 4th                           | play-off de promovare/retrogradare: nu a promovat | 2004–05        | Runda 2             |
| 2003–04 Eredivisie                                 | 18th                          | Eerste Divisie (retrogradare)                     | 2003–04        | Runda 2             |
| 2002–03 Eredivisie                                 | 16th                          | – (a câștigat play-offul de retrogradare)         | 2002–03        | third round         |
| 2001–02 Eerste Divisie                             | 1st                           | Eredivisie (promovare)                            | 2001–02        | optimi de finală    |
| 2000–01 Eerste Divisie                             | 3rd                           | play-off de promovare/retrogradare: nu a promovat | 2000–01        | sferturi de finală  |
| 1999–2000 Eerste Divisie                           | 2nd                           | play-off de promovare/retrogradare: nu a promovat | 1999–2000      | third round         |
| 1998–99 Eerste Divisie                             | 5th                           | play-off de promovare/retrogradare: nu a promovat | 1998–99        | sferturi de finală  |
| 1997–98 Eerste Divisie                             | 6th                           | play-off de promovare/retrogradare: nu a promovat | 1997–98        | faza grupelor       |
| 1996–97 Eerste Divisie                             | 5th                           | play-off de promovare/retrogradare: nu a promovat | 1996–97        | sferturi de finală  |
| 1995–96 Eerste Divisie                             | 14th                          | –                                                 | 1995–96        | optimi de finală    |
| 1994–95 Eerste Divisie                             | 14th                          | –                                                 | 1994–95        | faza grupelor       |
| 1993–94 Eerste Divisie                             | 8th                           | –                                                 | 1993–94        | Runda 2             |
| 1992–93 Eerste Divisie                             | 6th                           | –                                                 | 1992–93        | sferturi de finală  |
| 1991–92 Eerste Divisie                             | 17th                          | –                                                 | 1991–92        | Runda 2             |
| 1990–91 Eerste Divisie (first season as FC Zwolle) | 16th                          | play-off de promovare/retrogradare: nu a promovat | 1990–91        | Runda 2             |
| 1989–90 Eerste Divisie                             | 15th                          | –                                                 | 1989–90        | Runda 2             |
| 1988–89 Eredivisie                                 | 16th                          | Eerste Divisie (retrogradare)                     | 1988–89        | Runda 2             |
| 1987–88 Eredivisie                                 | 13th                          | –                                                 | 1987–88        | Runda 2             |
| 1986–87 Eredivisie                                 | 11th                          | –                                                 | 1986–87        | Runda 2             |
| 1985–86 Eerste Divisie                             | 2nd                           | Eredivisie (promovare)                            | 1985–86        | optimi de finală    |
| 1984–85 Eredivisie                                 | 18th                          | Eerste Divisie (retrogradare)                     | 1984–85        | Runda 2             |
| 1983–84 Eredivisie                                 | 14th                          | –                                                 | 1983–84        | Runda 2             |
| 1982–83 Eredivisie                                 | 13th                          | –                                                 | 1982–83        | Runda 2             |
| 1981–82 Eredivisie                                 | 15th                          | –                                                 | 1981–82        | sferturi de finală  |
| 1980–81 Eredivisie                                 | 9th                           | –                                                 | 1980–81        | sferturi de finală  |
| 1979–80 Eredivisie                                 | 14th                          | –                                                 | 1979–80        | sferturi de finală  |
| 1978–79 Eredivisie                                 | 8th                           | –                                                 | 1978–79        | optimi de finală    |
| 1977–78 Eerste Divisie                             | 1st                           | Eredivisie (promovare)                            | 1977–78        | Runda 1             |
| 1976–77 Eerste Divisie                             | 2nd                           | promotion competition: no promotion               | 1976–77        | final               |
| 1975–76 Eerste Divisie                             | 6th                           | –                                                 | 1975–76        | semifinală          |
| 1974–75 Eerste Divisie                             | 4th                           | promotion competition: no promotion               | 1974–75        | Runda 2             |
| 1973–74 Eerste Divisie                             | 7th                           | –                                                 | 1973–74        | Runda 2             |
| 1972–73 Eerste Divisie                             | 2nd                           | promotion competition: no promotion               | 1972–73        | optimi de finală    |
| 1971–72 Eerste Divisie                             | 7th                           | –                                                 | 1971–72        | Runda 1             |
| 1970–71 Tweede Divisie                             | 2nd                           | Eerste Divisie (promovare)                        | 1970–71        | Runda 1             |
| 1969–70 Tweede Divisie                             | 5th                           | –                                                 | 1969–70        | Runda 1             |
| 1968–69 Tweede Divisie (as PEC and Zwolsche Boys)  | 18th 4th                      | – Merged into PEC                                 | 1968–69        | Runda 1             |
| 1967–68 Tweede Divisie (as PEC and Zwolsche Boys)  | 14th 19th                     | –                                                 | 1967–68        | faza grupelor       |
| 1966–67 Tweede Divisie (as PEC and Zwolsche Boys)  | 8th 23rd                      | –                                                 | 1966–67        | did not participate |
| 1965–66 Tweede Divisie (as PEC and Zwolsche Boys)  | 7th (group A) 15th (group A)  | –                                                 | 1965–66        | faza grupelor       |
| 1964–65 Tweede Divisie (as PEC and Zwolsche Boys)  | 15th (group A) 16th (group A) | –                                                 | 1964–65        | Runda 1             |
| 1963–64 Tweede Divisie (as PEC and Zwolsche Boys)  | 14th (group A) 7th (group A)  | –                                                 | 1963–64        | Runda 1             |
| 1962–63 Tweede Divisie (as PEC and Zwolsche Boys)  | 17th (group B) 14th (group A) | –                                                 | 1962–63        | Runda 2             |
| 1961–62 Tweede Divisie (as PEC and Zwolsche Boys)  | 14th 12th                     | –                                                 | 1961–62        | ?                   |
| 1960–61 Tweede Divisie (as PEC and Zwolsche Boys)  | 16th 13th                     | –                                                 | 1960–61        | ?                   |
| 1959–60 Tweede Divisie (as PEC and Zwolsche Boys)  | 6th (group B) 12th (group B)  | – survived relegation play-off                    | not held       | not held            |
| 1958–59 Tweede Divisie (as PEC and Zwolsche Boys)  | 8th (group B) 7th (group B)   | –                                                 | 1958–59        | ?                   |
| 1957–58 Tweede Divisie (as PEC and Zwolsche Boys)  | 12th (group B) 14th (group B) | –                                                 | 1957–58        | ?                   |
| 1956–57 Tweede Divisie (as PEC and Zwolsche Boys)  | 10th (group A) 11th (group A) | –                                                 | 1956–57        | ?                   |

## Palmares
- KNVB Cup(1): 2014

Finalistă (2): 1928, 1977
- Eerste Divisie (3): 1978, 2002, 2012

- Johan Cruijff Shield(1): 2014

- Promovare în Eredivisie: 1986

- Promovare în Eerste Divisie: 1971

## Statistici
- Eerste Divisie – Campioni în 1978, 2002 și 2012
- KNVB Cup – Finaliști în 1928 și 1977
- Cea mai mare victorie –  PEC vs. De Valk 8–0 (Tweede Divisie, 1956–57)
- Cea mai mare victorie în Eerste Divisie –  FC Zwolle vs. FC Omniworld 7–2 (2006–07)
- Cea mai mare victorie în Eredivisie – PEC Zwolle vs. ADO Den Haag 6–1 (2013–14)
- Cea mai mare înfrângere – Cambuur Leeuwarden vs. PEC 9–0 (1956–57), Fortuna Sittard vs. PEC 9–0 (1971–72)
- Record de spectatori – PEC vs. Ajax Amsterdam și PEC vs. Feyenoord, 1982–83, 14.000 spectatori

| Meciuri                  | 410                           |
| Victorii                 | 100                           |
| Înfrângeri               | 189                           |
| Remize                   | 120                           |
| Puncte (sistem de 2 pt.) | 318                           |
| Goluri marcate           | 496                           |
| Goluri primite           | 745                           |
| Sezoane                  | 12                            |
| Cea mai bună clasare     | 8 (1978/1979)                 |
| Cea mai rea clasare      | 18 (1984/1985) 18 (2003/2004) |

| Meciuri                  | 936                                       |
| Victorii                 | 409                                       |
| Înfrângeri               | 259                                       |
| Remize                   | 268                                       |
| Puncte (sistem de 2 pt.) | 1053                                      |
| Goluri marcate           | 1512                                      |
| Goluri primite           | 1147                                      |
| Sezoane                  | 26                                        |
| Cea mai bună clasare     | 1 (1977/1978) 1 (2001/2002) 1 (2011/2012) |
| Cea mai rea clasare      | 17 (1991/1992)                            |

| Meciuri                  | 468            |
| Victorii                 | 167            |
| Înfrângeri               | 214            |
| Remize                   | 87             |
| Puncte (sistem de 2 pt.) | 421            |
| Goluri marcate           | 766            |
| Goluri primite           | 927            |
| Sezoane                  | 15             |
| Cea mai bună clasare     | 2 (1970/1971)  |
| Cea mai rea clasare      | 18 (1968/1969) |

| \| Meciuri \| 1812 \| \| Victorii \| 675 \| \| Înfrângeri \| 662 \| \| Remize \| 475 \| \| Puncte (sistem de 2 pt.) \| 1792 \| \| Goluri marcate \| 2774 \| \| Goluri primite \| 2819 \| \| Sezoane \| 53 \| |      |
| Meciuri | 1812 |
| Victorii | 675  |
| Înfrângeri | 662  |
| Remize | 475  |
| Puncte (sistem de 2 pt.) | 1792 |
| Goluri marcate | 2774 |
| Goluri primite | 2819 |
| Sezoane | 53   |

## Golgheteri
| - 1989–90 : Richard Roelofsen (11) - 1990–91 : Marco Roelofsen (12) - 1991–92 : Gerard van der Nooy (10) - 1992–93 : Martin Reynders (11) - 1993–94 : Remco Boere (13) - 1994–95 : Remco Boere (10) - 1994/95 : Henri van der Vegt (10) - 1995–96 : Lucian Ilie (7) - 1996–97 : Jan Bruin (11) | - 1997–98 : Jan Bruin (14) - 1998–99 : Arne Slot (18) - 1999–00 : Dirk Jan Derksen (28) - 2000–01 : Richard Roelofsen (14) - 2001–02 : Arne Slot (12) - 2002–03 : Richard Roelofsen (8) - 2003–04 : Jasar Takak (8) - 2004–05 : Ruud Berger (13) - 2005–06 : Santi Kolk (18) | - 2006–07 : Anton Jongsma (14) - 2007–08 : Tozé (15) - 2008–09 : Dave Huymans (8) - 2008/09 : Derk Boerrigter (8) - 2009–10 : Eldridge Rojer (12) - 2010–11 : Sjoerd Ars (20) - 2011–12 : Nassir Maachi (18) - 2012–13 : Denni Avdić (8) - 2012/13 : Fred Benson (8) |

## Antrenori
| - Jan van Asten (1955–57), (1957–58) - Piet Vogelzang (ass.) (1957–58) - Herman Spijkerman (1958–59) - Jan de Roos (1959–61) - Herman Spijkerman (1961–63) - Cor Sluyk (1963–65) - Wim Blokland (1965–66) - Jan van Asten (1966–68) - Joep Brandes (1968–69) - Pim van de Meent (1 iulie 1969–30 iunie 1970) - Laszlo Zalai (1970–73) - Georg Kessler (1973–74) - Friedrich Donenfeld (1974–75) - Jan Verhaert (ass.) (1974–75) | - Hans Alleman (1975–77) - Fritz Korbach (1 iulie 1977–30 iunie 1982) - Bas Paauwe (interim) (1982) - Rinus Israel (interim) (1982) - Cor Brom (1 iulie 1982–30 iunie 1984) - Co Adriaanse (1 iulie 1984–30 iunie 1988) - Ben Hendriks (interim) (1988) - Theo Laseroms (1988–89) - Theo de Jong (1 iulie 1989–30 iunie 1992) - Ben Hendriks (1992–95) - Piet Schrijvers (1995–96) - Jan Everse (1 iulie 1996–Dec 24, 1998) - Dwight Lodeweges (Dec 29, 1998–01) - Paul Krabbe (2001–02) | - Peter Boeve (1 iulie 2002–Sept 26, 2003) - Gerard Nijkamp (interim) (Sept 26, 2003–Oct 6, 2003) - Hennie Spijkerman (Oct 6, 2003–30 iunie 2006) - Harry Sinkgraven (2006) - Jan Everse (1 iulie 2006–2 martie 2009) - Claus Boekweg (int.) (2 martie 2009–10 martie 2009) - Marco Roelofsen (int.) (2 martie 2009–30 iunie 2009) - Jan Everse (1 iulie 2009–Oct 30, 2009) - Claus Boekweg & Jaap Stam (int.) (Oct 30, 2009–Jan 1, 2010) - Art Langeler (Jan 1, 2010–30 iunie 2013) - Ron Jans (1 iulie 2013–) |

## Președinți
| - N. Geertsma (19??-??) - Jan-Willem van der Wal (19??-81) - Marten Eibrink (1981–88) | - Jaap de Groot (1988-89) (caretaker) - Gaston Sporre (1989–98) - Ronald van Vliet (1998-09) | - Arjan Jansen (2009) (caretaker) - Adriaan Visser (2009-) |